# Prefeito de Paris
O prefeito de Paris (em francês:  Maire de Paris) é o principal executivo de Paris, a capital e maior cidade da França. O titular do cargo é responsável pela administração e gestão da cidade, apresenta propostas e recomendações ao Conselho de Paris, é ativo na aplicação das ordenanças da cidade, apresenta o orçamento anual da cidade e nomeia oficiais da cidade, comissários de departamento etc. Durante as reuniões do Conselho de Paris, o prefeito atua como presidente, como em qualquer outra comuna da França. Como Paris também funciona como um departamento, o prefeito também tem o posto de presidente do conselho departamental.

## História
Quando a Revolução Francesa começou após a tomada da Bastilha em 14 de julho de 1789, os insurgentes da cidade assassinaram o último reitor de Paris, Jacques de Flesselles. Com o cargo abolido como um dos primeiros movimentos com a dissolução do Ancien Régime, os insurgentes estabeleceram um governo revolucionário chamado "Comuna de Paris", inicialmente liderado por Jean Sylvain Bailly, o primeiro intitulado "Prefeito de Paris". O gabinete do prefeito foi muito importante durante as fases críticas da Revolução, e durante a Era Terror (1793 – 1794) foi decisivo na descoberta e execução de todos os suspeitos contra-revolucionários. Em julho de 1794, após o 9º Termidor, o golpe de estado que depôs e executou Robespierre e seus comparsas, o cargo de prefeito foi abolido por ser considerado muito poderoso.
Após a Revolução de Fevereiro de 1848, a Monarquia de Julho acabou em favor de uma nova República, que restaurou o cargo de prefeito. Essa renovação foi, no entanto, curta.
Em 1870, mais uma vez, o cargo de prefeito de Paris foi restabelecido e novamente não durou muito. A ocasião para a recriação foi a queda do Segundo Império após a derrota na Guerra Franco-Prussiana. O governo provisório de Louis-Jules Trochu acreditava que uma liderança forte em Paris impediria a sedição durante o cerco prussiano. Após a conquista definitiva de Paris pelos prussianos, o descontentamento popular irrompeu em uma nova Comuna insurrecional que mantinha crenças socialistas. Além disso, caso a Comuna fosse finalmente suprimida, o novo governo nacional preferiu dividir Paris em várias prefeituras distintas (uma para cada arrondissement) para evitar a perda total da cidade em caso de novas revoltas.
Assim, por quase 14 meses, de 1794 a 1977, Paris foi a única comuna da França sem prefeito e tinha menos autonomia do que o menor vilarejo. Na maior parte do tempo, de 1800 a 1977, foi controlada diretamente pelo prefeito departamental (o prefeito do Sena antes de 1968 e prefeito de Paris depois de 1968). Em 1975, o Parlamento aprovou um projeto de lei restabelecendo um prefeito eleito para Paris, a partir de 1977. O projeto de lei foi assinado pelo presidente Valéry Giscard d'Estaing em 31 de dezembro de 1975. Em março de 1977, após a primeira eleição municipal formal, o ex-primeiro-ministro Jacques Chirac foi escolhido como prefeito de Paris, cargo que ocupou até 1995, quando foi eleito presidente da França.